# Windisch (Slowenisch)
Windisch ist die historische deutsche Bezeichnung für die slowenische Sprache. Sie war im Deutschen bis ins 19. Jahrhundert die ausschließliche Bezeichnung und ist seitdem durch den Ausdruck Slowenisch abgelöst worden. Bis heute dient sie regional als volkstümliche Bezeichnung für das Slowenische, insbesondere wie es in Österreich gesprochen wird. Aus politischen Gründen wird von manchen die Ansicht vertreten, dass das Windische in der heutigen Republik Österreich als eigenständige Sprache bzw. als slowenisch-deutsche Mischsprache anzusehen sei. Dies wird von der Sprachwissenschaft jedoch einhellig abgelehnt. Auch ist die heutige Staatsgrenze nicht mit den traditionellen slowenischen Dialektgrenzen deckungsgleich.
Die windische Sprache ist nicht mit der wendischen/sorbischen Sprache im ostdeutschen Raum beziehungsweise in der Germania Slavica zu verwechseln. Ebenso unterscheiden sich die Volksbezeichnungen „Wenden“ (ostdeutscher Raum) und „Windische“ (Slowenen). Beide Volks- und Sprachbezeichnungen gehen jedoch auf die gleiche Wortwurzel zurück.

## Wortherkunft
Das Wort windisch ist (neben wendisch) eine Variante des Adjektivs zum Nomen Wenden (durch i-Umlaut wie ‚richtig‘ zu ‚Recht‘), das sich von dem Namen Venetae ableitet, einem Namen im Lateinischen sowohl für ein keltisches Volk der Zeit Julius Caesars, die Veneter im Süden der heutigen Bretagne, als auch für das entweder als italisch oder als illyrisch einzuordnende Volk der Veneter an der nördlichen Adria.
Mit dem Erscheinen der Slawen wurde das Wort von frühmittelalterlichen Autoren auf die ihnen unbekannten Stämme übertragen – ähnlich wie Welsche, was zunächst den keltischen Stamm der Volcae bezeichnete, in Britannien auf andere Kelten (Welsh) und auf dem Festland auf die Romanen übertragen wurde.
Wenden/windisch findet sich auch in diesem Sinne mehrfach:
- Die Veneter an der mittleren Weichsel, ein um 350 von den Ostgoten unterworfenes Volk, das  von antiken Schriftstellern als Venedae bezeichnet wurde und sich bei Jordanes findet.
- Speziell bezeichnet der Name Wenden oder Winden dann diejenigen Westslawen, die vom 7. Jahrhundert an große Teile Nord- und Ostdeutschlands (Germania Slavica) besiedelten (und besondere Hunde – „Windhunde“ – züchteten). Heute werden diese Wenden meist als Elbslawen bezeichnet.
- Wenden war dann eine bis ins 20. Jahrhundert übliche Alternativbezeichnung für die gesamte sorbisch sprechende Bevölkerung in der Lausitz. Der Name wird noch heute gelegentlich von den Niedersorben als deutschsprachige Eigenbezeichnung genutzt.
- Daneben findet sich auch ein Stamm, der zeitgenössisch ab etwa 550 Veneti oder Vineti genannt wird, bei den Südslawen in der auch als Alpenslawen bezeichneten Gruppe, die sich sprachlich vermutlich erst nach dem Ende der Völkerwanderung von den anderen slawischen Sprachen abhoben – auf diese Menschen wurde wohl von den Bajuwaren die Bezeichnung Windische übertragen; sie selbst nannten sich Karantanen. Es sind dies die Vorfahren der heutigen Slowenen, eine Bezeichnung, die etwa seit dem 16. Jahrhundert existiert, ins Deutsche aber erst weit später Eingang gefunden hat.

## Die Alpenslawen
Von der Theorie, der Alpenraum sei in der Völkerwanderungszeit ein entvölkertes, leeres Ödland gewesen, ist man heute abgerückt. Sowohl zeitgenössische Belege und soziokulturelle Erkenntnisse etwa durch die Ortsnamenforschung, als auch archäologische Befunde zeigen, dass im Ostalpenraum nicht nur eine Kontinuität der Besiedelung, sondern auch ein weitgehend friedliches Zusammenleben der verschiedenen Volksstämme nach dem Ende der Antike und dem Zusammenbruch des weströmischen Reiches anzunehmen ist. Darunter fallen die durchwegs romanisierten Alpenkelten, im Besonderen die Noriker (die Stämme des Norischen Reiches) und die Räter, die zurückgebliebenen Sippen der Langobarden, Rugier, Ostgoten und anderer wandernder Germanen, Reste vorkeltischer illyrischer Gruppen und schließlich die Nachkommen der römischen Grenztruppen. Letztere waren selbst ein buntes Gemisch von Söldnern aus allen Gegenden des Imperium Romanum.
Ab dem 6. Jahrhundert wanderten slawische Völker ein. Es wird angenommen, dass dabei sowohl Südslawen, die ab etwa 560 aus dem Balkanraum und aus Unterpannonien nordwestwärts, als auch westslawische Gruppen aus Oberpannonien und dem Gebiet der Mährer, die ab etwa 550 westwärts zogen, in den Donauraum gelangten. „Landnahme“ kann hier nicht im Sinne einer Neubesiedelung verstanden werden und wohl auch nicht als eine Verdrängung der Vorkulturen: Die jeweils neu zuwandernden Gruppen dürften jeweils eine Oberschicht über die ortsansässige Bevölkerung gebildet haben, mit gegenseitiger kultureller und wohl auch genealogischer Beeinflussung und zunehmender Vermischung.
Das zentralasiatische Reitervolk der Awaren bedrängte im späteren 6. Jahrhundert die slawischen Völker und drang bis in das Östliche Alpenvorland vor. 582 eroberten die Awaren Sirmium (heute Sremska Mitrovica) an der Save, und die Slawen, die sich nicht unterwarfen, zogen sich in das alpine Binnennorikum zurück. Nach einer schweren Niederlage der Awaren gegen Ostrom entstand 623 bis 658 das Reich des Samo, ein gemeinsames Gebilde der mährischen und pannonischen Slawenstämme, das seinen Gründer jedoch nicht überlebte.
Als die Bajuwaren im Laufe des 6. und 7. Jahrhunderts von Norden in den Alpenraum vordrangen, verlief die Nordwestgrenze des slawischen Siedlungsraumes vom Hochpustertal entlang der Hohen Tauern mit einem Vorstoß in das Gasteinertal, die Mandling und das Ennstal entlang in das Salzkammergut und weiter die Traun abwärts bis zum Haselgraben im Mühlviertel nördlich der Donau. Ob dieser Siedlungsraum auch politisch eine Einheit bildete, ist nicht nachweisbar; südlich des Alpenhauptkammes jedoch lag das slawische Fürstentum Karantanien, mit dem Zentrum in Karnburg (Krnski grad) auf dem Zollfeld (nördlich von Klagenfurt), dessen Bevölkerung sich Karantanen nannte und in zeitgenössischen lateinischen Quellen Veneti, Vinedi, Venedae und ähnlich benannt wird.
Während der Kontakt zu den keltischen Stämmen wie den Rätern, Breonen und Tauriskern und den Romanen im Raum Salzburg, in Südtirol und Vorarlberg (deren Restsiedlungen sich unter anderem an den ‚Walchen‘-Orten festmachen lassen) weitgehend friedlich verlief, dürfte die Begegnung der Germanen mit den Slawen weniger freundlich verlaufen sein. Neben dem Ausdruck Windische  findet sich auch der Begriff Sclavi, Sclavorum, wovon sich nicht nur ‚Slawen‘, sondern auch Sklaven ableitet.
Mit der Ansiedlung kroatischer Flüchtlinge vor allem im Burgenland in der Zeit der Türkenkriege verengte sich die Bedeutung des Attributs „windisch“. Es wurde nicht mehr auf „Südslawen“ im Allgemeinen, sondern nur noch auf Slowenen bezogen. Auf diese Weise entstanden Ortsnamenpaare wie Deutsch Gerisdorf/Kroatisch Geresdorf und Windisch-Minihof/Kroatisch Minihof.

## „Windisch“ als historischer Begriff der Neuzeit
Als in Tübingen im 16. Jahrhundert von Primož Trubar das erste slowenische Druckwerk der Geschichte erschien, trug es den deutschen Titel Catechismus in der windischen Sprach. Das Adjektiv slowenisch wurde erst im 19. Jahrhundert ins Deutsche übernommen.
Noch im 16. Jahrhundert rühmten die Kärntner Landstände, Kärnten sei ein „windisches Erzherzogtum“, begabt mit besonderen Freiheiten und Vorrechten gegenüber allen anderen Fürstentümern des Reiches, und mit seiner Herzogseinsetzung, die „einen stark windischen Akzent“ behielt, ein „windisches Land“ mit alter autonomer Fürstenwahl, worauf Rudolf IV. im Privilegium maius auch seinen Anspruch auf die der Kurfürstenwürde ebenbürtige Würde eines Erzjägermeisters gründete.
Einer der Begründer der wissenschaftlichen Slawistik, Jernej Kopitar (1780–1844), schrieb im Jahr 1816:

„Noch zur Zeit der Reformation, ehe Ferdinand I. einen Theil Slavoniens Croatien taufte, hießen diese Slaven bey den deutschen Nachbarn mit einem gemeinschaftlichen Nahmen die Windischen, die obern und die untern Windischen; ein Nahme, der jetzt nur noch den kärnthnischen und steyrischen, und allenfalls, in der Form Vandalen, den westungarischen Slaven geblieben ist. […] [D]ie deutsche Benennung Windisch ist eben auch allgemein, und das deutsche Synonymon für Slave…“

Kopitar stellt also fest, dass noch 1816 „windisch“ als Synonym für „slawisch“ verwendet worden sei („auch allgemein“), dass aber ein klarer Trend zur Bedeutungsverengung feststellbar sei, indem vor allem Slawen in Kärnten und in der Steiermark von ihren deutschsprachigen Nachbarn als „Windische“ bezeichnet worden seien. Kopitar erwähnt allerdings ebenfalls die (ihm zufolge eigentlich „windischen“, aber auch „Wandalen“ genannten) Kroaten in „Westungarn“, dem heutigen Burgenland. 

## „Windisch“ als politischer Begriff
Die Frage des Verhältnisses des Windischen zum Slowenischen ist manchmal Gegenstand von Polemik.
Nach dem Ende des Ersten Weltkriegs fand im gemischtsprachigen Gebiet Kärntens eine Volksabstimmung über die staatliche Zugehörigkeit des Gebiets zu Österreich oder zum Staat der Slowenen, Kroaten und Serben (ab 1929 „Jugoslawien“ genannt) statt. Laut Volkszählung von 1910 verwendete die Mehrheit der Bevölkerung des Abstimmungsgebietes Slowenisch als Umgangssprache, die Abstimmung ging jedoch zu Gunsten Österreichs aus. 1972 erklärte der Spiegel dieses Verhalten als Ausdruck einer anti-panslawistischen Haltung.
Das für Slowenien enttäuschende, für Österreich erfreuliche Ergebnis führte bei Nationalisten auf beiden Seiten zur „Windischentheorie“, die behauptete, dass es in Kärnten neben „Deutschen“ und „Slowenen“ noch eine dritte Gruppe gebe: die „Nemčurji“ bzw. „Windischen“, von denen behauptet wurde, dass sie sich von den Slowenen zwar nicht in ethnischer Hinsicht, wohl aber durch ihre nach Norden orientierte („deutschfreundliche“) Gesinnung unterschieden.
Die Mehrheit der slowenischsprachigen Kärntner bezeichnet sich heute als „Kärntner Slowenen“. Sie verstehen den Begriff „Windische“ pejorativ und als Versuch, die slowenische Bevölkerungsgruppe zu spalten und zu schwächen. Eine kleinere Gruppe bezeichnet sich als „Windisch“ und trägt diese Bezeichnung mit Selbstbewusstsein, wobei die Vorstellung, sie seien Beispiele für ein „schwebendes Volkstum“, etwa wenn Vorfahren verschiedenen Ethnien angehört haben oder wenn der Assimilationsprozess an die deutschsprachige Kultur weit fortgeschritten ist, wohl eine Rolle spielt. In der Volkszählung 2001 nannten 14.010 Kärntner Slowenisch als Umgangssprache und 556 Windisch.

## Linguistische Aspekte
Nach übereinstimmender Ansicht von Sprachwissenschaftlern gibt es keine so genannte „windische Sprache“, zumal die Kärntner slowenische Dialektgruppe drei Dialekte umfasst (gail-, rosen- und jauntalerisch einschließlich der Dialektalbereiche der Ossiacher Tauern (Osojske Ture), des Klagenfurter Feldes (Celovško polje) und des Völkermarkter Hügellandes (Velikovško hribovje) sowie eher historisch des Feldkirchner-Moosburger Hügellandes (Trško-Možberkško gričevje)). In strukturlinguistischer Hinsicht stellen diese Dialekte Varietäten im slowenischen Dialektkontinuum dar, wobei um die Jahrhundertwende vom 19. zum 20. Jahrhundert von (deutsch)österreichischen Nationalisten die Unterschiede zwischen der slowenischen Schriftsprache und den slowenischen Dialekten in Kärnten übertrieben dargestellt wurden.
Die Unterscheidung zwischen „Windisch“ und „Slowenisch“ ist eher soziolinguistisch bzw. als politische Willensäußerung der Sprecher zu sehen.
In der Umgangssprache der heutigen Steiermark wird das Eigenschaftswort „windisch“ abwertend für „verdreht“, „seltsam“, „unordentlich“ verwendet, vor allem im Bezug auf den Satzbau, was mit den damaligen mangelnden Deutschkenntnissen der um 1900 nach Graz zugewanderten Untersteirer zusammenhängt. Gero Fischer erklärt die Bedeutungsverschlechterung des Attributs „windisch“ folgendermaßen: „[A]n der Wende vom 18. zum 19 Jahrhundert wird die Tendenz spürbar, die Bezeichnung »Windisch« (aber auch »Wende«) aus dem deutschen Sprachgebrauch zu verdrängen, da er allmählich eine pejorative Bedeutung angenommen hatte. Dies hat allerdings seine gesellschaftlichen und historischen Wurzeln: Seit dem Feudalismus konnotierte »windisch« stets auch als »untergeordnet«, »kleinbäuerlich«, »ländlich«, »rückständig«. Von den realen gesellschaftlichen Herrschaftsverhältnissen leitete sich auch das Werturteil ab, daß Deutsch »vornehm« (vgl. Kranzmayer 1960:22 ff.) [,] das Slowenische/Windische »Bauernsprache«, »schiach« sei.“

## Verwendung des Begriffs „Windisch“ in topographischen Bezeichnungen
Das Wort windisch lässt auf eine ehemalige oder andauernde Besiedlung durch Slawen/Slowenen schließen und kommt in einigen Ortsnamen vor. Während in österreichischen Ortsnamen durchweg das „i“ benutzt wird, kommen in Deutschland sowohl das „i“ als auch das „e“ („wendisch“) vor, ohne dass dieser Schreibung ein Bedeutungsunterschied zugrunde läge. Verwendet wurde das Attribut vor allem in Gebieten, wo es in der näheren oder weiteren Umgebung auch eine deutschsprachige Bevölkerung gab. Manchmal gibt es auch gleichnamige Orte, davon eines mit der Zusatzbezeichnung „windisch“ und das andere mit einem vorangesetzten „deutsch“, wie zum Beispiel Windisch-Feistritz und Deutschfeistritz oder Windisch-Landsberg und Deutschlandsberg oder das historische Windisch-Griffen (heute nur noch Griffen) und Deutsch-Griffen. Gelegentlich werden auch Orte mit (früher) überwiegend „windischer“ Bevölkerung sprachlich von Orten mit vielen Menschen kroatischer Herkunft abgegrenzt.
Windische Mark ist die historische Bezeichnung zur Zeit der Donaumonarchie für eine Gegend in der Unterkrain (heute Slowenien). Kaiser Franz Joseph I. war offiziell „Herr von Triest, von Cattaro und auf der Windischen Mark“.
Einige Beispiele für Ortsnamen (bzw. Gewässernamen) mit dem Wort „windisch“ in Österreich:
- Windisch Baumgarten, in der Gemeinde Zistersdorf im Weinviertel in Niederösterreich,
- Windisch Bleiberg (slow. Slovenji Plajberk), Kärnten,
- Windischbach, eine Talung bei Zmöllach in der Gemeinde Sankt Stefan ob Leoben im Bezirk Leoben in der Obersteiermark,
- Windischberg, Orts- und Bergname (slow. Slovenja Gora (Ort), Slovenja gora (Berg), 693 m. ü. M.) in Pörtschach am Wörther See in Kärnten[12],
- Windischberg, Rotte in der Katastralgemeinde Göss in Leoben,
- Windischberg, Ortschaft im Gerichtsbezirk Neufelden in der Gemeinde St. Martin im Mühlkreis im Mühlviertel in Oberösterreich,
- Windischbühel in der Altgemeinde Gai, heute Trofaiach in der Obersteiermark,
- Windische Höhe (slow. Ovršje), Passhöhe und Ort westlich von Villach in den Gailtaler Alpen,
- Windischgarsten im Traunviertel in Oberösterreich,
- Windisch-Matrei, heute Matrei in Osttirol,
- Windisch-Minihof im Südburgenland,

in Deutschland:
- Windischbergerdorf ist ein Stadtteil der Kreisstadt Cham in der Regierungsbezirk Oberpfalz in Ostbayern,
- Windisch-Bockenfeld, Weiler im Stadtteil Leuzendorf von Schrozberg, Landkreis Schwäbisch Hall, Baden-Württemberg
- Windisch-Brachbach, Ortsteil von Ilshofen im Landkreis Schwäbisch Hall, Baden-Württemberg
- Windischbuch, Dorf in der Gemeinde Boxberg (Baden) im Main-Tauber-Kreis, Baden-Württemberg
- Windischenbach, Ortsteil, Dorf und Bach in der Gemeinde Pfedelbach im Hohenlohekreis, Baden-Württemberg,
- Windischenbernsdorf, Stadtteil von Gera in Thüringen
- Windischenhaig, Stadtteil von Kulmbach im Regierungsbezirk Oberfranken
- Windischeschenbach, Stadt im Oberpfälzer Landkreis Neustadt an der Waldnaab
- Windischholzhausen, Stadtteil von Erfurt in Thüringen
- Windischleuba, Gemeinde im Landkreis Altenburger Land in Thüringen

in Italien:
- Windisch-Pontafel, später Deutsch-Pontafel, Pontafel, heute (Pontebba Nuova), ehemalige Gemeinde im Kanaltal

sowie historische Exonyme des Typs „Windisch-“ in Slowenien:
- Windische Bühel ist die deutsche Bezeichnung für einen heute zum größten Teil in Slowenien liegenden Hügelzug in der ehemaligen Untersteiermark (slow.: Slovenske Gorice),.
- Windisch-Feistritz (Slovenska Bistrica in der Podravska regija, slowenische Steiermark, Štajerska),
- Windischgrätz oder Windischgraz, (Slovenj Gradec in der Koroška statistična regija, historisch in der Štajerska/Untersteiermark),
- Windisch-Landsberg (Podčetrtek in der Savinjska regija, Štajerska).